# Cryptus fuscatus
Cryptus fuscatus là một loài tò vò trong họ Ichneumonidae.